# Eurville-Bienville
Eurville-Bienville là một xã thuộc tỉnh Haute-Marne trong vùng Grand Est đông bắc nước Pháp. Xã này nằm ở khu vực có độ cao trung bình 159 mét trên mực nước biển.

## Hình ảnh

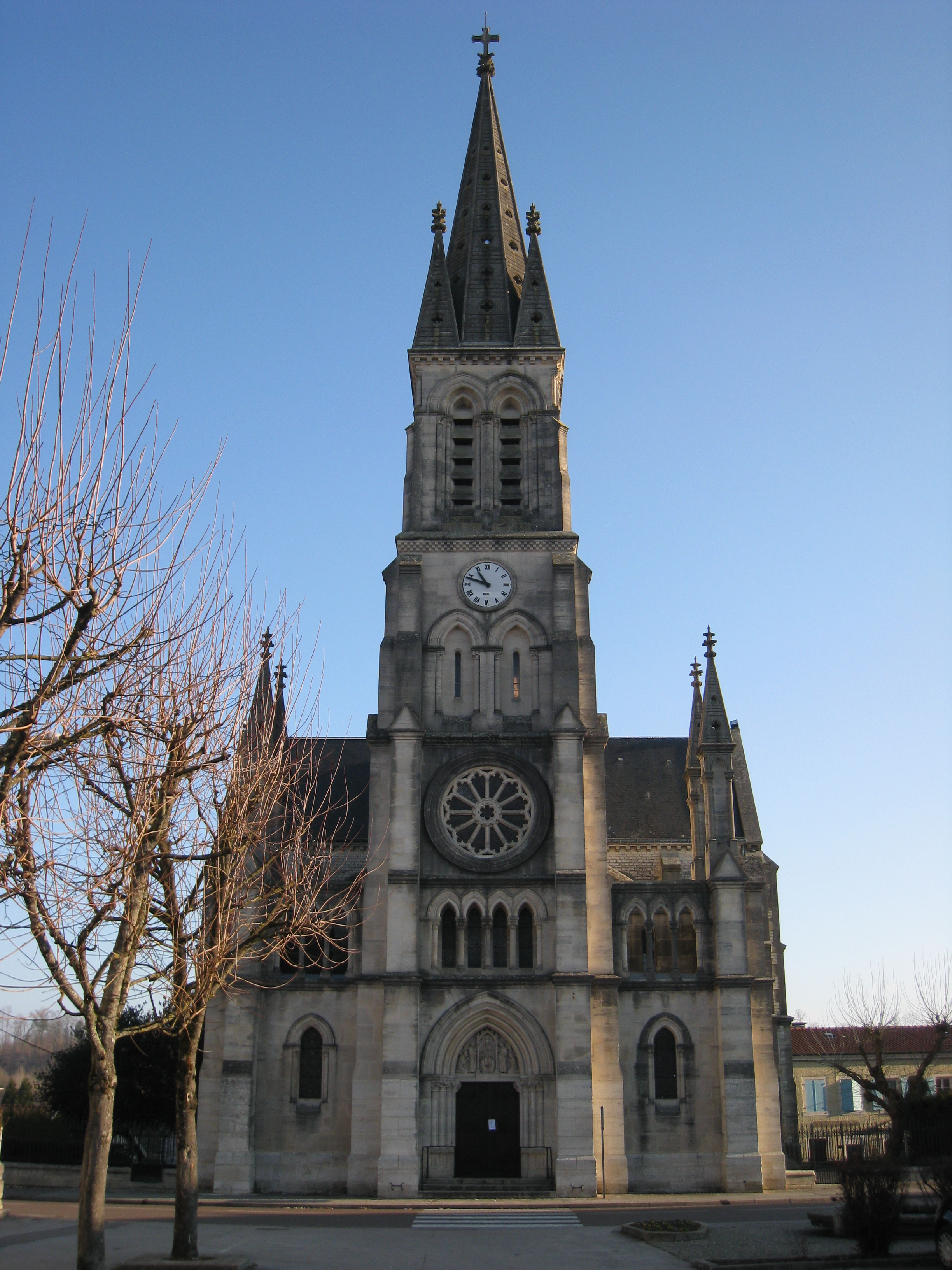
Nhà thờ Eurville
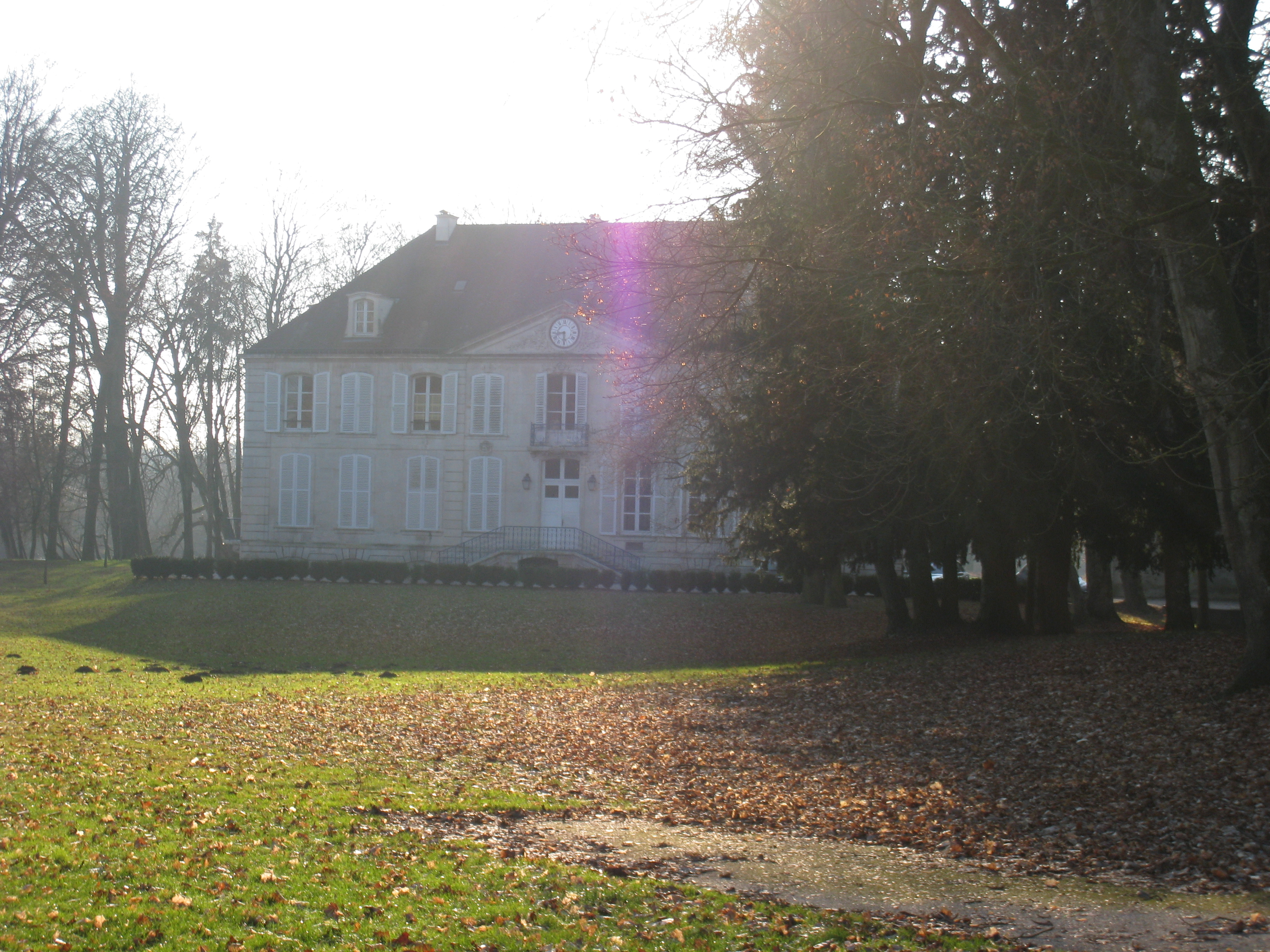
Lâu đài Eurville
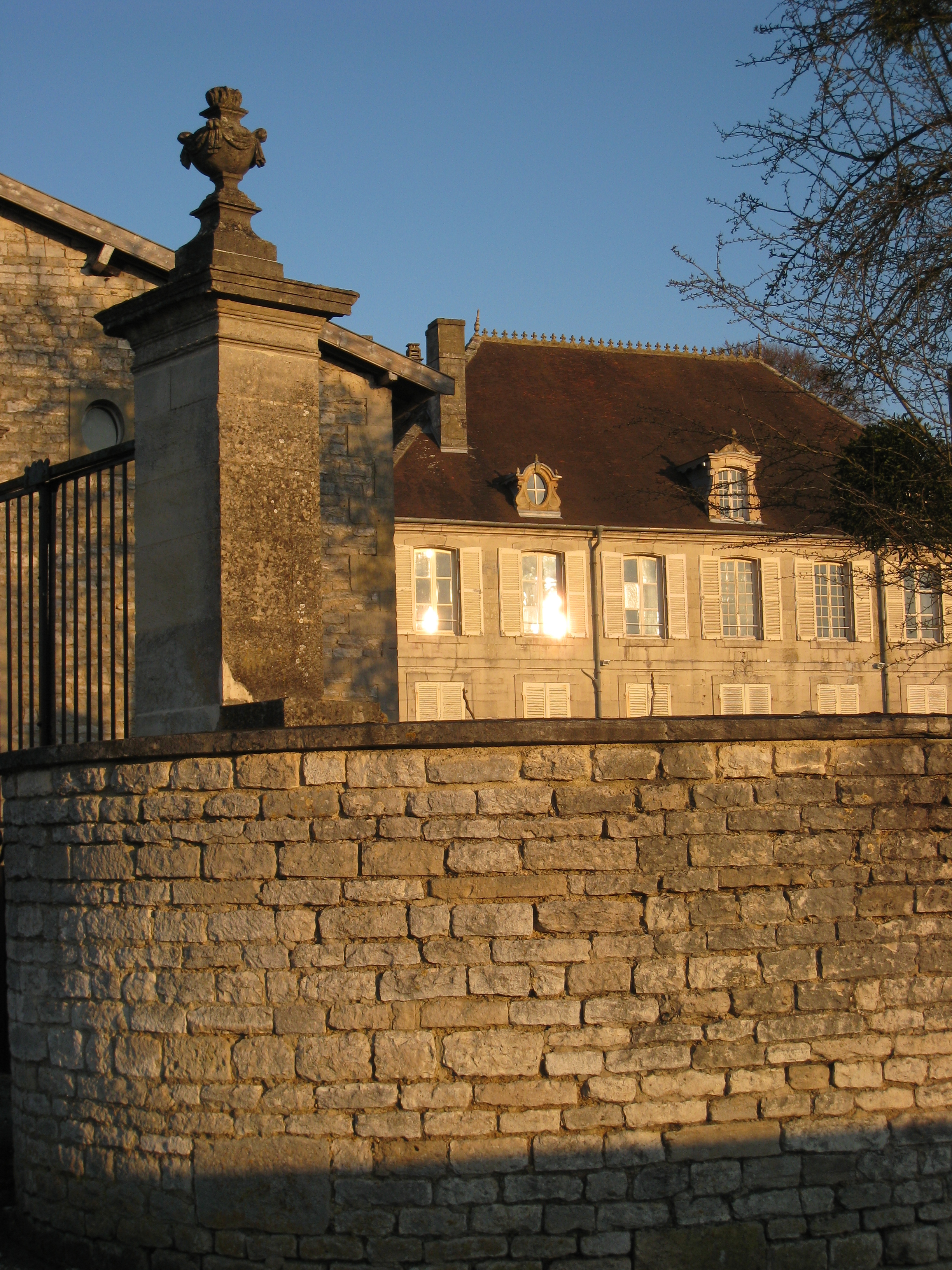
Lâu đài Bienville
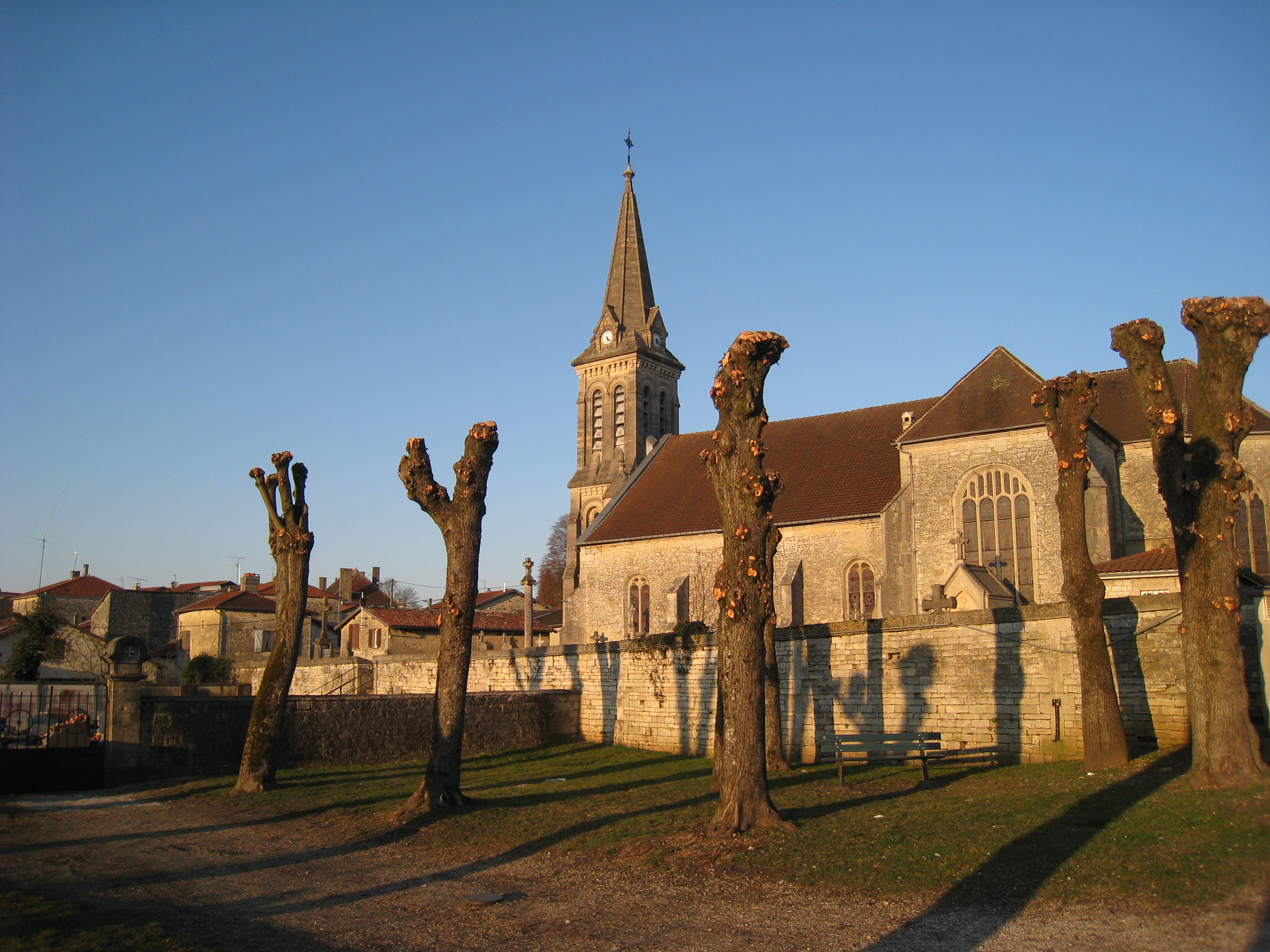
Nhà thờ Bienville